# Caminhantes Brancos
Caminhantes Brancos (no original: White Walkers) são criaturas humanóides sobrenaturais da série de televisão Game of Thrones, adaptada dos livros de fantasia épica medieval A Song of Ice and Fire, do autor norte-americano George R. R. Martin – onde são preliminarmente chamados de Os Outros. Eles são uma ameaça do outro mundo para os habitantes humanos de Westeros, habitando as regiões inexploradas Além-da-Muralha do continente. Eles aparecem em dois livros da saga, A Game of Thrones (1996) e A Storm of Swords (2000). Eles voltaram a aparecer, com mais detalhes, no livro seguinte, The Winds of Winter.

## Perfil
R. R. Martin introduz Os Outros no prólogo do primeiro livro, A Game of Thrones, descrevendo-os como "Alto... e magro e duro como ossos velhos, com uma pele pálida como leite, com olhos mais azuis e profundos do que o de qualquer olho humano, um azul que queimava como gelo". Acompanhados de um frio intenso, eles usam armaduras "que parecem mudar de cor quando se movem" e portam espadas finas de cristal capazes de quebrar o aço. Os Outros se movem silenciosamente e falam sua própria língua. Suas vozes são como "gelo quebrando num lago congelado". Em A Storm of Swords eles são mostrados como sendo vulneráveis a armas feitas de vidro do dragão (obsidiana) porque Samwell Tarly mata um desta maneira.
 A couraça do Outro escorria por suas pernas como um riacho enquanto sangue de um azul pálido sibilava e vaporizava em volta de uma adaga de vidro do dragão negra enterrada em sua garganta. Onde os dedos da coisa tocavam a obsidiana, eles fumegavam... O Outro se encolheu e foi se dissolvendo. Em vinte batidas do coração, sua carne desapareceu, girando em uma fina névoa branca. Embaixo, havia apenas ossos brancos como vidro leitoso, pálidos e brilhantes, e eles também se dissolviam. Finalmente, apenas a adaga de vidro de dragão sobrou no chão, envolta em vapor. Green abaixou-se para pegá-la e largou-a imediatamente no chão dizendo: Mãe, isto está gelado!".
Em A Dance with Dragons, Samwell descobre fragmentos de registros antigos que sugerem que Os Outros também são vulneráveis a algo chamado "aço do dragão" e ele e Jon Snow supõem que seja uma outra palavra para "aço valiriano".
As criaturas que são mortas pelos Outros são logo reanimadas como almas penadas: mortos-vivos de pele pálida, mãos negras e olhos azuis brilhantes semelhantes.  Vidro do dragão e aço valiriano não tem efeito neles.  Podem ser fisicamente feridos ou terem os membros amputados, mas mesmo partes desmembradas continuam animadas; só podem ser exterminados com fogo. Os humanos que vivem além-da-muralha do Norte de Westeros – chamados de Selvagens pelos habitantes do resto do continente – queimam os corpos de seus mortos, para que eles não possam se tornar mortos-vivos.

## Série literária
Nos livros da saga e no livro ilustrado de compêndios The World of Ice & Fire (2014), Martin estabelece que milênios antes dos eventos da série As Crônicas de Gelo e Fogo, existiu um pacto de convivência entre as Crianças da Floresta (criaturas parecidas com elfos) e os Primeiros Homens (humanos). Este pacto foi enfraquecido com a aparição dos Outros, uma espécie não-humana enigmática e malévola, que infligiu uma noite que durou uma geração e um inverno que durou décadas. Após os Outros serem empurrados de volta para de onde vieram, as Crianças e os Primeiros Homens levantaram A Muralha, uma enorme barreira de pedras, gelo e mágica, cruzando o norte de Westeros de um lado ao outro, para impedir a passagem daquelas criaturas de volta para o sul.

### Game of Thrones
Quando o livro começa, a crença geral através de Westeros é de que Os Outros são uma lenda para assustar crianças ou alguma coisa "que aconteceu há oito mil anos". Mas eles ressurgiram e estão ganhando poder – e almas penadas – além-da-muralha. No prólogo do livro, um grupo de batedores da Patrulha da Noite encontra-se com um grupo deles, que mata Ser Waymar Royce. Reanimado como um morto-vivo, ele mata outro batedor, Will. Explorando além da muralha, Jon Snow e outros patrulheiros encontram os corpos dos companheiros caídos. Levados de volta para Castle Black, eles revivem e matam vários outros patrulheiros até serem destruídos.

### A Storm of Swords
Samwell Tarly mata um dos Outros com uma adaga de vidro de dragão. Seu ex-camarada Small Paul é morto e reanimado como um zumbi. O morto-vivo não se perturba com vidro do dragão mas Sam consegue destruí-lo com fogo. Bran Stark reconta a história do Rei da Noite, um Stark e 13º comandante da Patrulha da Noite, que foi seduzido por um Outro fêmea. O Rei da Noite e sua rainha escravizam os homens da Patrulha até que os Stark e os Selvagens se juntam para derrotá-los.

## Série de televisão
Na série de tv Game of Thrones, Os Outros, que tem muito mais presença de tempo que nos livros, são chamados de Caminhantes Brancos (original: White Walkers) e diferem ligeiramente da aparência de seus homólogos literários. Aaron Souppouris do portal de notícias The Verge os considera "as mais visualmente icônicas criaturas do show".

### 1ª temporada (2011)
Homens da Patrulha da Noite cavalgando Além-da-Muralha do norte de Westeros, encontram-se na neve com criaturas sobrenaturais que os matam a todos menos um, que foge para Winterfell, o castelo da Casa Stark; lá, ele diz que viu os Caminhantes Brancos, considerados desaparecidos por todos há milênios ou como uma lenda. Como ele é um desertor da Patrulha, a pena é a morte e ele é decapitado por Ned Stark. Na Muralha, o lobo de Jon Snow, "Ghost", que esteve vagando pela área além dela, traz para Jon uma mão decepada. Depois de uma incursão na neve, Jon, Samwell e outros patrulheiros voltam ao forte trazendo dois cadáveres. Mais tarde, seu lobo arranha e rosna na porta do seu quarto e Jon o deixa sair, seguindo-o. Ele entra no quarto do comandante e é atacado por um dos cadáveres encontrados, agora um zumbi, que só é morto quando incendiado por uma lamparina. Sam diz que os patrulheiros foram mortos e revividos pelos Caminhantes Brancos e a única maneira de destruí-los é com fogo.

### 2ª temporada (2012)
Craster, um Selvagem que vive além das muralhas e tem várias esposas, entre elas suas filhas com quem casa e engravida, deixa um bebê recém-nascido na floresta, como uma oferenda, e a criança é levada por um Caminhante Branco. Samwell e dois patrulheiros que estão no campo, fogem quando escutam o sinal sonoro de que Caminhantes Brancos estão se aproximando; como ele é gordo e lento, fica para trás na corrida e se esconde atrás de uma rocha. Um destes seres, que lidera uma hora de mortos-vivos, o descobre mas o ignora, sem motivo aparente, e continua a marcha com as outras criaturas.

### 3ª temporada (2013)
Um Caminhante Branco ataca Sam e Gilly, uma das filhas-esposas de Craster que fugiu com seu bebê ajudada por Sam, numa cabana destruída onde se esconderam. Sam tenta parar o Caminhante com sua espada, mas ele a quebra e o empurra longe. Ele quer o bebê de Gilly e se aproxima dela, que está com a criança no colo encostada numa parede, horrorizada; quando vai pegá-lo, Sam o ataca pelas costas com uma adaga de vidro do dragão que encontrou num forte na floresta. A criatura dá um grito de dor e começa a congelar, se espatifando todo em seguida.

### 4ª temporada (2014)
Rast, um patrulheiro traidor, deixa o último bebê de Craster numa floresta. Um Caminhante Branco, cavalgando um cavalo esquelético, se aproxima e levanta a criança do chão, levando-o com ele para um misterioso lugar no extremo norte, nas Terras de Sempre Inverno, onde o coloca sobre um altar feito de gelo. Outro Caminhante, com dois chifres pontudos em sua cabeça, se aproxima, pega a criança e a toca com o dedo na face pouco abaixo dos olhos. A criança abre os olhos e eles se tornaram azuis brilhantes, como os dos Caminhantes Brancos.

### 5ª temporada (2015)
Os Caminhantes Brancos e seus mortos-vivos lançam um ataque maciço contra Hardhome, a vila dos Selvagens além da muralha, e começam a massacrar a população. Durante a luta com um deles, Jon Snow descobre sua vulnerabilidade ao aço valiriano de que é feito sua espada, Longclaw, destruindo-o, o que chama a atenção do líder das criaturas, o Rei da Noite, que acompanha o massacre montado num cavalo a certa distância. O exército de zumbis suplanta os Selvagens, semeando o pânico entre os guerreiros selvagens e por toda a população, que tenta fugir nos barcos da vila costeira, muitos deles se atirando no mar gelado. Os que não conseguem escapar e são massacrados, logo depois são revividos por um gesto do Rei da Noite e viram novos mortos-vivos de olhos azuis brilhantes, enquanto o líder dos Caminhantes encara Jon que foge de barco remando com outros sobreviventes, entre eles o patrulheiro  Edd Tollet e o selvagem Tormund Giantsbane.

### 6ª temporada (2016)
O Corvo de Três Olhos faz Bran Stark ter uma visão do passado remoto, onde  Leaf, uma elfo das Crianças da Floresta, aprisiona um dos Primeiros Homens, seus inimigos na época, amarrado a uma árvore-coração. Ela lhe enfia uma adaga no peito e o homem grita, mas ao invés de morrer se transforma no primeiro Caminhante Branco, o Rei da Noite. Depois, em outra visão, Bran é o único acordado dentro da caverna que os protege dos Caminhantes e seus zumbis e está ansioso para voltar para o esconderijo dentro da árvore-coração. Entretanto, o Rei da Noite o vê e o pega pelo braço, marcando-o com um sinal gelado.  O Corvo de Três Olhos diz a Bran,  Meera e Hodor que o Rei da Noite agora é capaz de localizar Bran e contornar a barreira. Leaf,  Meera e outra Crianças tentam conter os mortos-vivos que entram como um enxame na caverna mas são impotentes, sobrepujados em número. O lobo de Bran, "Summer", também é morto tentando conter as criaturas. Leaf então se explode usando mágica, o que mata muitos zumbis e dá algum tempo aos outros para a fuga, mas Hodor, segurando uma porta que tenta conter o enxame de criaturas enquanto Meena carrega Bran para fora dali, também é morto, salvando-se apenas os dois. A última visão de Bran é ver o Corvo de Três Olhos ser morto pelo Rei da Noite e sua figura explodindo em cinzas e trapos.

### 7ª temporada (2017)
Em algum lugar ao norte da Muralha, o Rei da Noite e seus Caminhantes Brancos marcham para o sul em meio a uma tempestade de neve. Como um sinal do crescimento de sua força, eles adicionaram três gigantes zumbis a seu exército de mortos-vivos. Bran Stark, agora o Corvo de Três Olhos, incorpora na visão de um corvo que, sobrevoando ao meio de uma revoada de outros as terras Além da Muralha, vê uma legião de milhares mortos-vivos e criaturas comandadas pelo Rei da Noite se dirigindo ao sul. Um dos mortos-vivos é capturado por Jon Snow e seu grupo de patrulheiros e batedores, que fizeram uma excursão Além da Muralha para capturá-lo e enviá-lo a Porto Real como prova de sua existência. O grupo é então atacado por um exército de mortos-vivos e Jon envia Gendry de volta à Muralha para pedir ajuda e enviar uma mensagem por corvo para Daenerys Targaryen em Pedra do Dragão. Depois de um primeiro combate, o grupo restante fica encurralado no meio de um lago congelado. A princípio o lago impede o ataque das almas penadas porque apenas o centro dele, onde eles estão, é sólido, e os Caminhantes afundam quando tentam alcançá-lo. Quando horas depois o lago volta a congelar, os mortos-vivos voltam a atacar e quando parece que todos os humanos serão aniquilados, Daenerys aparece com seus dragões que lançam jorros de fogo sobre as criaturas queimando centenas delas e contendo o ataque. O Rei da Noite atira uma lança de gelo num deles, Viserion, e o mata, mas o grupo de homens consegue escapar junto com Daenerys voando com o dragão sobrevivente, Drogon. Jon, porém, fica sozinho para trás e quando vai ser destroçado pelas criaturas, seu desaparecido tio  Benjen Stark aparece a cavalo do nada, rodando uma bola de aço coberta de fogo e mata e afasta alguns atacantes, chegando até o sobrinho e dando-lhe o cavalo para fugir dali. Os Caminhantes então matam  Benjen enquanto Jon foge. O dragão morto é retirado do lago congelado onde caiu abatido e quando o Rei da Noite o toca, ele abre o olho azul caraterístico das criaturas, transformando-se em mais um morto-vivo. Em  Eastwatch-by-the-Sea, o forte agora ocupado por Tormund e seus Selvagens, as criaturas marcham para a Muralha, que é derrubada por jatos de fogo azul lançados por  Viserion, agora um dragão morto-vivo comandado pelo Rei da Noite que o monta, e a legião de criaturas e Caminhantes atravessa o espaço aberto a caminho do sul.

### 8ª temporada (2019)
Em sua caminhada para o sul de Westeros depois de destruir a Muralha e matar quase todos os que a defendem, Selvagens e Patrulheiros da Noite, os Caminhantes e zumbis arrasam tudo e todos que encontram pelo caminho, começando pelos membros da Casa Umber, onde deixam um aviso aos demais humanos, pregando numa espiral na parede o jovem herdeiro Umber, transformado num zumbi. Chegam finalmente à frente de Winterfell, a grande fortaleza do norte e sede da Casa Stark, onde à sua espera estão os exércitos de Daenerys Targaryen e Jon Snow, os cavaleiros  Dothraki, Os Imaculados e os soldados de Winterfell. A batalha começa com uma carga da cavalaria Dothraki contra a massa de mortos-vivos, que os exterminam a quase todos. Os zumbis então atacam o castelo, investindo contra os Imaculados e os sobreviventes e uma grande mortandade se segue, com o número muito superior de atacantes conseguindo vantagem e se infiltrando por várias partes de Winterfell, perseguindo e matando a guarnição e os civis. O Rei da Noite surge em seu dragão morto-vivo Viserion e uma grande luta no ar acontece entre ele  e os dragões de Daenerys e Jon. O Rei dos Caminhantes é derrubado do dragão e cai no campo de batalha. Daenerys  ordena a Drogon que o queime e um enorme jato de fogo o envolve; ele, porém, é imune ao fogo e sobrevive ileso. Jon, que também caiu de seu dragão na batalha aérea, o persegue mas acaba cercado pelas centenas de mortos no campo de batalha que ressuscitam como mortos-vivos a um sinal do Rei da Noite. Salvo pelos jatos de fogo de Drogon sobre os inimigos, ele foge enquanto o Rei da Noite se dirige ao Bosque Sagrado de Winterfell, em busca de Bran Stark, o Corvo-de-Três-Olhos, a quem precisa matar para destruir a memória da Humanidade, que Bran carrega em sua mente. Antes de chegar a Bran, ele é atacado pelo último sobrevivente dos defensores do herdeiro Stark, Theon Greyjoy, e o mata trespassando seu corpo com uma lança. Winterfell está quase destruída, os últimos sobreviventes lutam bravamente e os mortos vivos já adentraram o castelo e atingiram as criptas onde estão os últimos refugiados civis, idosos e crianças, à espera do massacre final. Viserion, com suas chamas de fogo azul, queima tudo que encontra pela frente na cidadela. Falta apenas a morte de Bran para que a vitória dos Caminhantes e de seu rei seja completa com o extermínio dos humanos do Norte. Porém, quando ele se aproxima de Bran e vai sacar sua espada, Arya Stark o surpreende de emboscada, saltando sobre suas costas e enfiado-lhe o punhal de aço valiriano que havia ganhado do irmão, matando-o e o transformando em pó de vidro. Com a morte de seu Criador, todos os Caminhantes e mortos-vivos por toda Winterfell também desapareceram em pó, sendo exterminados, e a batalha final é vencida pelos vivos.